# 후창 (전한)
후창(后蒼, 后倉, ? ~ ?)은 전한 후기의 유학자이자 관료로, 자는 근군(近君)이며 동해군 담현(郯縣) 사람이다.

## 생애
하후시창을 사사하였으며, 또 맹경의 문하에서 여구경과 함께 《예기》를 익혔다. 《시경》·《예기》에 통달하여 박사(博士)가 되고, 소부를 역임하였다.
제자로 익봉·소망지·광형·문인통한·대덕·대성·경보를 두었다.

## 출전
- 반고, 《한서》 권19하 백관공경표 下·권88 유림전

| 전임 사악성 | 전한의 소부 기원전 72년 ~ 기원전 71년 | 후임 악 |